# VFA-137
Lo Strike Fighter Squadron 137 (VFA-137), noto anche come "Kestrels", è uno squadrone da combattimento equipaggiato con gli F/A-18E Super Hornet della Marina degli Stati Uniti di stanza presso la Naval Air Station Lemoore, California. Il loro nominativo radio è "Falcon".

## Storia

### Anni '80
Lo Strike Fighter Squadron 137 venne fondato il 2 luglio 1985. Ricevettero i primi F/A-18A Hornet il 25 novembre 1985 e nell'ottobre del 1986 lo squadrone venne premiato con l'Ancora d'Argento data agli squadroni di nuova costruzione. Nel corso dei loro 23 anni di storia, hanno ottenuto un record di sicurezza che include oltre 90.000 ore di volo senza incidenti.
Nel 1987-1988 lo squadrone fece il suo primo schieramento nel Mar Mediterraneo imbarcato sulla portaerei USS Coral Sea, come parte del Carrier Air Wing Thirteen.
Nell'agosto 1989, lo squadrone, di nuovo a bordo della USS Coral Sea, venne inviato a pattugliare il Mediterraneo orientale in risposta all'omicidio del colonnello Higgins in Libano, vincendo il premio Golden Tailhook al loro secondo schieramento.

### Anni '90

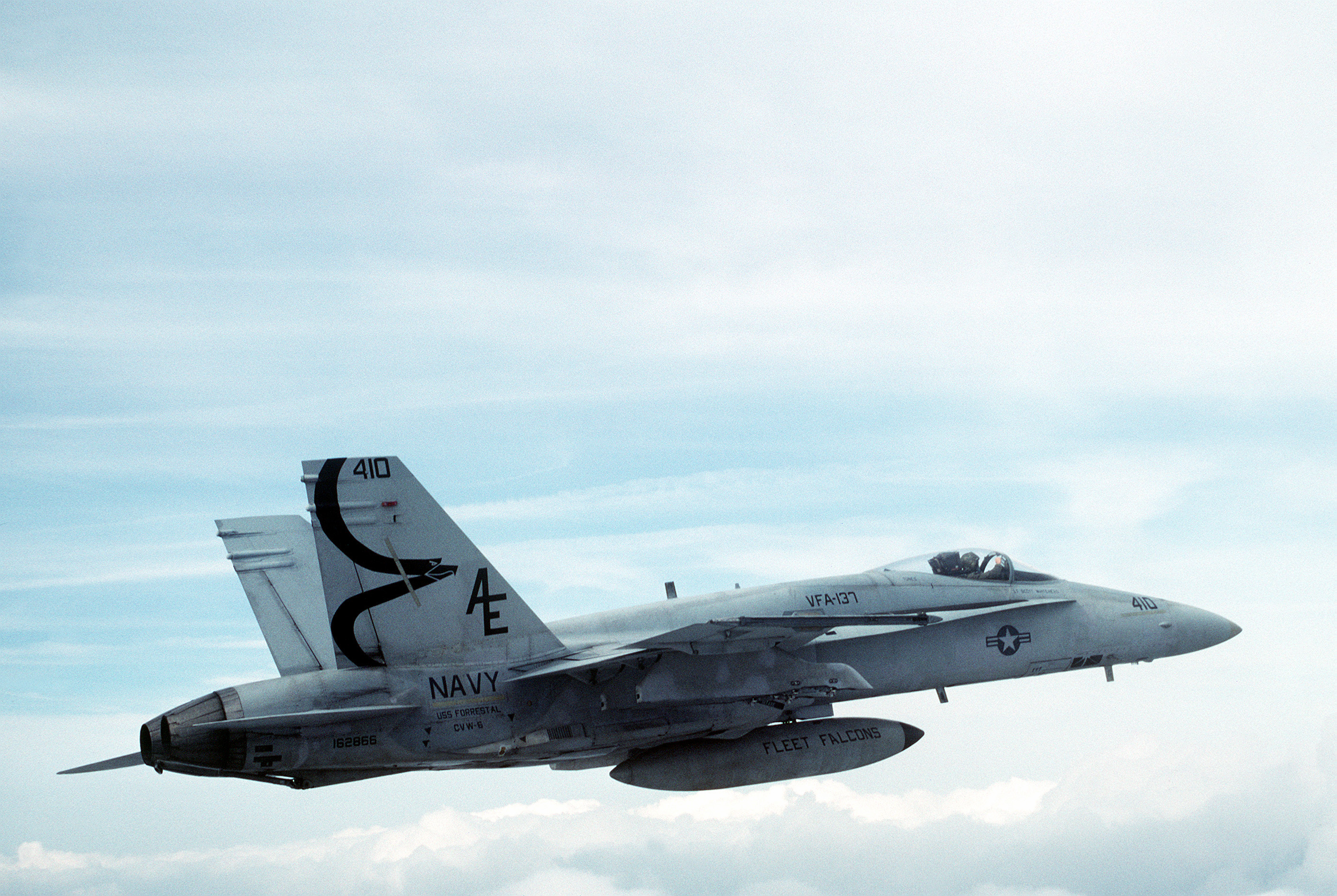
Un F/A-18A del VFA-137 assegnato alla USS Forrestal nel 1991

Nell'ottobre del 1990, lo squadrone si trasferì al Carrier Air Wing Six a bordo della USS Forrestal, completando un ciclo di lavoro accelerato e il loro terzo dispiegamento. Durante il dispiegamento, lo squadrone effettuò sortite sull'Iraq a sostegno dell'operazione Provide Comfort e vinse altri due Tailhook Awards.
Nel settembre 1992, lo squadrone si trasferì al NAS Lemoore. Nel maggio 1993, lo squadrone si unì al Carrier Air Wing Two (CVW-2) e si imbarcò a bordo della USS Constellation. Nel novembre del 1994 completò il loro primo dispiegamento nel Pacifico. In questo dispiegamento e nel dispiegamento del 1997, lo squadrone pattugliò i cieli dell'Iraq, rafforzando la no-fly zone delle Nazioni Unite a sostegno dell'operazione Southern Watch. Nel 1999 e di nuovo nel 2001, il VFA-137 impiegò ordigni guidati di precisione contro l'Iraq come parte di una risposta delle forze della coalizione alle ripetute violazioni della no-fly zone.

### Anni 2000
Nel novembre 2002, il VFA-137 si schierò nel Golfo Persico a bordo della USS Constellation iniziando l'ultimo dispiegamento della nave. Lo squadrone partecipò a vaste operazioni nei cieli dell'Iraq, inizialmente a sostegno dell'operazione Southern Watch, e poi in operazioni di combattimento durante l'operazione Iraqi Freedom. Durante il corso del conflitto, lo squadrone volò oltre 500 sortite di combattimento e lasciò cadere più di 300.000 libbre (circa 136077,711 kg) di ordigni a guida di precisione.
Dopo un ciclo di elaborazione che includeva 2 distaccamenti al NAS Fallon e 3 periodi in corso a bordo della USS Abraham Lincoln, il VFA-137 nel marzo del 2008 venne schierato nel Pacifico occidentale. Dopo 7 mesi in mare, di cui 5 mesi nel Golfo Persico, sostenendo le operazioni Iraqi Freedom e Enduring Freedom, lo squadrone tornò a casa nell'ottobre del 2008.
Tra il 24 e il 31 marzo 2006, durante le esercitazioni Foal Eagle 2006, gli squadroni d'attacco VFA-2, VFA-34, VFA-137 e VFA-151 del CVW-2 collaborarono con aerei della US Air Force del 18º Stormo con base a Kadena Air Base per fornire pattuglie aeree da combattimento e bombardamenti coordinati tramite il Centro Operativo Aereo Combinato dell'esercitazione.
Nel 15 marzo del 2010, due velivoli del VFA-137 vennero coinvolti in una collisione a mezz'aria durante l'addestramento al NAS Fallon. Entrambi i piloti sono sopravvissuti, uno è riuscito a far atterrare il suo aereo, mentre l'altro pilota è stato espulso ed è stato salvato in elicottero. Un'indagine stabilì che il pilota fece un errore causando la collisione. Il nome del pilota responsabile è stato cancellato dal rapporto diffuso al pubblico.
Nel 2019, lo squadrone venne trasferito al Carrier Air Wing 17, prendendo il posto del VFA-113.

## Galleria d'immagini

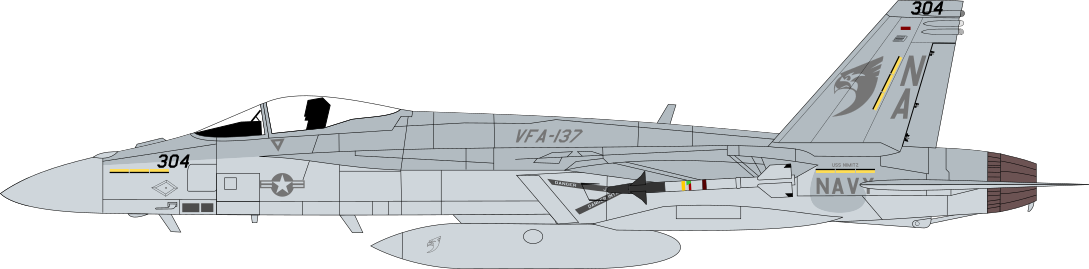
Profilo di un F-18 Super Hornet del VFA-137 (NA)